# スチュアート・アトウェル
スチュアート・スティーブン・アトウェル（Stuart Steven Attwell、1982年10月6日 - )はイングランド・ウォリックシャーナニートン出身のサッカー審判員。プレミアリーグを主に担当する。
2008年に史上最年少でプレミアリーグデビューを果たすも、2012年にセレクトグループから降格、2016年に復帰を果たした。

## 来歴

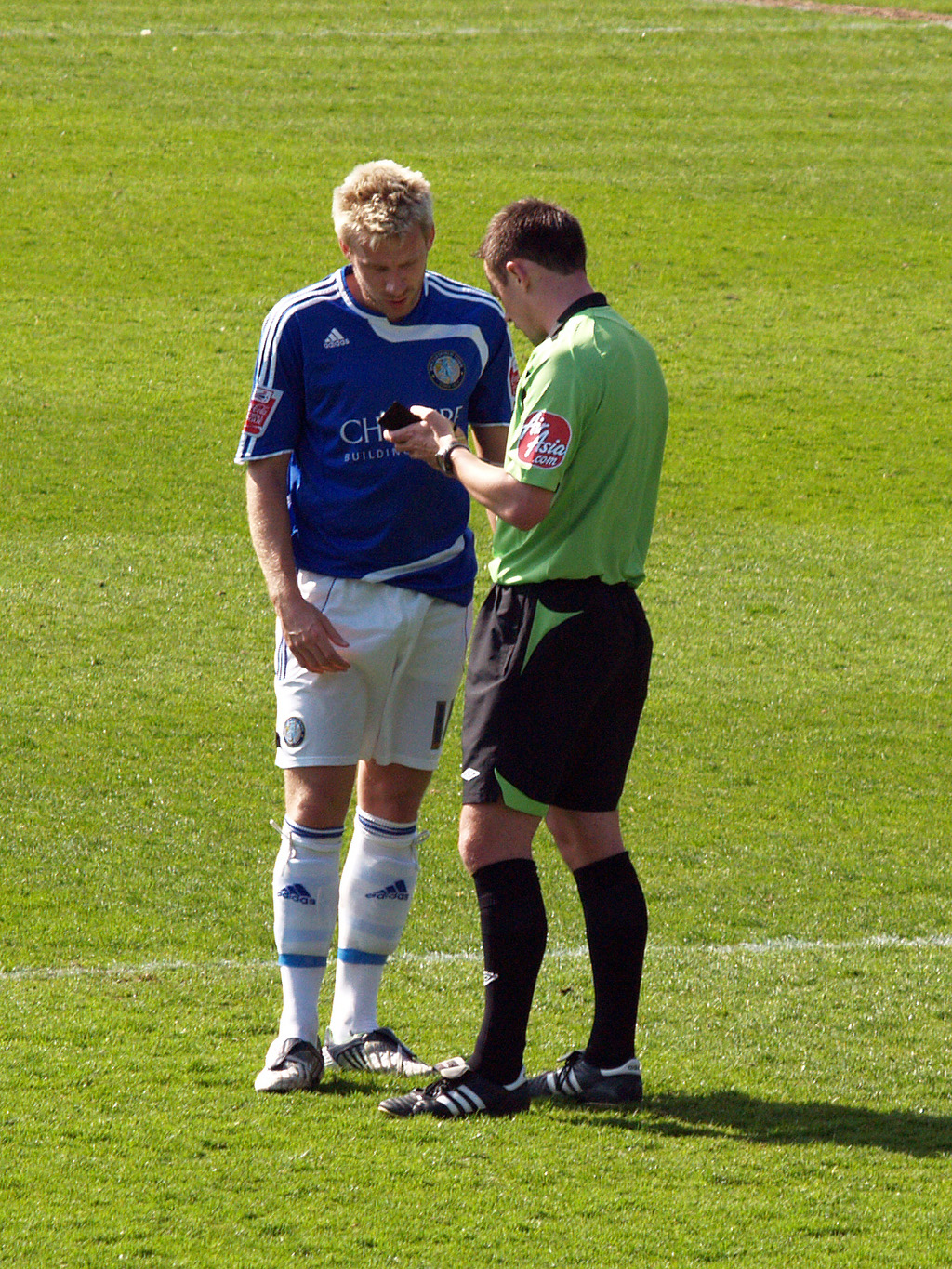
2009年

2004年にスタッフォードシャー大学を卒業。幼少期から審判に憧れており、地元の試合からノンリーグ、ウェスト・ミッドランズ (リージョナル) リーグ、フットボールリーグ (EFL) へとステップアップしていった。
EFLの審判員に昇格したのは2007–08年シーズンを控えた頃で、2007年8月11日のEFLリーグ2・ヘレフォード・ユナイテッド対ロザラム・ユナイテッドの試合でEFL初担当。EFLリーグ1ではスウォンジー・シティ対ジリンガム戦が初担当となった。さらに2007年12月26日にはシェフィールド・ユナイテッド対ブラックプール戦でEFLチャンピオンシップデビューを果たし、同シーズンに5試合を担当した。また2008年5月26日にはウェンブリー・スタジアムで行われたEFLリーグ2プレーオフ決勝・ロッチデール対ストックポート・カウンティの試合を担当した。
2008-09シーズンを前にセレクトグループに昇格し、PGMOLとの間でフルタイム雇用契約を結ぶ。2008年6月25日、史上最年少の弱冠25歳にしてプレミアリーグ担当となることが決定した。 同年8月23日、ブラックバーン対ハル・シティの試合でプレミアリーグデビュー。
2008年9月28日に行われたEFLチャンピオンシップ・ワトフォード対レディングの試合の13分、 レディングのノエル・ハント がゴールの外側に外したシュートをゴールと認定してしまう、いわゆる「ゴーストゴール」を生じさせてしまい、主審を務めたアトウェルは線審を務めたナイジェル・バニスター共々試合割り当てから外される事態となった。
2008年12月20日、アトウェルは2009年のFIFA国際審判員リストに登録されることになった。それ以前からUEFAチャンピオンズリーグで第4審を務めるなどして国際試合の経験を積んでいた。
2010年、フットボール・アソシエーション（FA, イングランドサッカー協会）と日本サッカー協会 (JFA) との「審判交換プログラム」によりアンソニー・テイラーと共に来日、3週間にわたりJリーグの試合を担当したほか、同年8月4日に行われたスルガ銀行チャンピオンシップ2010・FC東京対LDUキトも担当した。
2012年2月、アトウェルはセレクトグループのリストから外れ、フットボールリーグの審判を務めることになった。本人とPGMOLの双方合意に基づくもので、PGMOLのゼネラルマネージャーマイク・ライリーは、アトウェルが審判として成長しトップレベルに復帰することに期待を寄せた。
2014年10月にプレミアリーグの審判に復帰、2016年3月には正式にセレクトグループの審判員に再昇格を果たした。2025年5月17日にはFAカップ決勝・クリスタル・パレス対マンチェスター・シティの主審を務めている。